# ایلهو تیهونن
ایلهو تیهونن (انگلیسی: Ilpo Tiihonen; ۱ سپتامبر ۱۹۵۰ – ۸ ژوئن ۲۰۲۱) مؤلف (پدیدآور)، نویسنده، و شاعر اهل فنلاند بود.
وی همچنین برندهٔ جوایزی همچون جایزه اینو لینو شده‌است.